# Djaci Falcão
Djaci Alves Falcão (Monteiro, 4 de agosto de 1919 - Recife, 26 de janeiro de 2012) foi um jurista e magistrado brasileiro, tendo integrado por vinte e dois anos o Supremo Tribunal Federal, que presidiu no biênio 1975/1977.
Filho de Francisco Cândido de Melo Falcão e de Inês Alves Falcão, bacharelou-se em Direito pela tradicional Faculdade de Direito do Recife em 1943. No ano seguinte, ingressou na carreira da magistratura como Juiz de Direito do Estado de Pernambuco, e em 1957 foi promovido a Desembargador do Tribunal de Justiça, integrando ainda naquele estado o Tribunal Regional Eleitoral de 1965 a 1967.
Quando o curso de Direito da Universidade Católica de Pernambuco foi criado em 1959, Djaci Falcão assumiu a cátedra de Direito Civil.
Em 1967, foi indicado para o cargo de ministro do Supremo Tribunal Federal, tendo sido presidente dessa corte de 1975 a 1977 e se aposentado em 1989.
Casado com Maria do Carmo de Araújo Falcão e pai de Francisco Falcão (ministro do Superior Tribunal de Justiça), Conceição e Luciano, teve, ainda, nove netos e um bisneto.

## Publicações
Dentre as suas publicações, importante citar as seguintes:
- Da responsabilidade civil, extensão da responsabilidade do proposto ao proponente [falta ano de publicação]
- Do mandado de segurança contra decisão judicial
- Da igualdade perante a lei
- Alguns aspectos do poder do juiz na direção do processo
- O Poder Judiciário e a conjuntura nacional
- Reforma do Poder Judiciário

## Láureas
Altamente homenageado, tem como principais condecorações, dentre outras:
- Medalha do Mérito de Pernambuco;
- Medalha do Mérito da Cidade do Recife;
- Medalha do Mérito Judiciário - Tribunal de Justiça do Estado de São Paulo;
- Medalha da Ordem do Mérito Eleitoral Frei Caneca - Tribunal Regional Eleitoral do Estado de Pernambuco;
- Título de Cidadão do Estado de Pernambuco;
- Título de Cidadão do Estado de Goiás;
- Grã-Cruz da Ordem do Mérito do Rio Branco;
- Ordem do Mérito da República de Portugal;
- Ordem do Mérito da República da Romênia

Em 1995, o edifício-sede do Tribunal Regional Federal da 5ª Região passou a ser nominado em sua homenagem, como reconhecimento aos relevantes serviços por ele prestados durante quase quarenta e cinco anos dedicados à magistratura brasileira.